# Brotherly Love
Brotherly Love (с англ. — «Братская любовь») — восемнадцатая серия первого сезона американского мультсериала «Шоу Кливленда». Премьерный показ состоялся 2 мая 2010 года на канале FOX.

## Сюжет
Ралло даёт Кливленду-младшему несколько советов, как завоевать сердце девочки его мечты — Шанель Уильямс. Вскоре Кливленд выясняет, что её бойфренд — местная рэп-знаменитость Кенни Уэст, и тогда он вызывает его на музыкальный поединок (рэп-дуэль). Битва заканчивается вничью, но Кливленд благородно позволяет Кенни остаться с Шанель, так как у них есть общий ребёнок.
Между тем старый знакомый Кливленда-старшего, Терри Каймпл, становится сначала стриптизёром, потом проститутом, а Кливленд-старший — его сутенёром.

## Создание
Автор сценария: Джастин Хеймберг
Режиссёр: Энтони Агруса
Композитор:
Приглашённые знаменитости: Канье Уэст (в роли Кенни Уэста — псевдо-камео), Тараджи Хенсон (в роли Шанель Уильямс), Джейсон Александер (в роли Саула Фрайдмана) и Биби Нойвирт (в роли Сары Фрайдман)

## Интересные факты